# Steins Kuskus
Steins Kuskus (Phalanger vestitus) ist ein Beuteltier aus der Familie der Kletterbeutler (Phalangeridae), das im mit drei Unterarten in Neuguinea vorkommt. Phalanger vestitus vestitus lebt im Tamrau- und Arfakgebirge auf der Vogelkop im Westen von Neuguinea, Phalanger vestitus interpositus kommt in den Weyland-Mountains im Westen von Neuguinea und im Jayawijaya-Gebirge im Zentrum vor und Phalanger vestitus permixtio lebt im Zentralgebirge in Papua-Neuguinea. Da die Verbreitungsgebiete der drei Unterarten weit voneinander getrennt sind handelt es sich wahrscheinlich um drei verschiedene aber sehr ähnliche Arten.

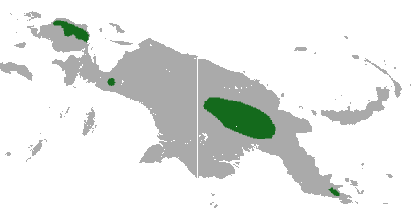
Verbreitungsgebiet

## Merkmale
Steins Kuskus erreicht eine Kopfrumpflänge von 35 bis 48,5 cm, hat einen 29 bis 36 cm langen Greifschwanz und erreicht ein Gewicht von 1,4 bis 2,4 kg. 
Vom Seidenkuskus (Phalanger sericeus) und vom Bergkuskus (Phalanger carmelitae), die teilweise im gleichen Verbreitungsgebiet vorkommen wie Steins Kuskus, kann die Art leicht anhand ihrer Färbung unterschieden werden. Steins Kuskus hat ein graues, mehr oder weniger glänzendes Fell, das Fell der beiden anderen Arten ist dagegen dunkel, schokoladenbraun bis schwärzlich. Vom Grauen Kuskus (Phalanger orientalis) kann Steins Kuskus durch das längere Fell und den breiteren dunklen Streifen entlang der Rückenmitte unterschieden werden. Der Kopf von Steins Kuskus ist mittelgroß mit einer Condylobasallänge von 72 bis 82 mm. Die verschiedenen Populationen unterscheiden sich leicht in ihrer Färbung. Im Zentrum von Neuguinea und im Westen haben sie einen weißen Fleck oberhalb des Ellbogens, ein Merkmal, das bei keiner anderen Kuskusart zu finden ist.

## Lebensraum und Lebensweise
Steins Kuskus kommt in Bergwäldern in Höhen von 1200 bis 2200 Metern vor, auf der Huon-Halbinsel in Höhen von 1200 bis 2200 Metern und im Osten seines Verbreitungsgebietes in niedrigeren Höhen (1000 bis 1600 m). Er bevorzugt Eichenwälder und reagiert empfindlich auf Störungen durch den Menschen. In Teilen seines Verbreitungsgebietes lebt Steins Kuskus sympatrisch mit dem Bergkuskus (Phalanger carmelitae), dem Seidenkuskus (Phalanger sericeus) und dem Gleichfarbkuskus (Phalanger gymnotis). Wie alle Kuskus frisst Steins Kuskus vor allem Blätter und Früchte, darunter auch die der Scheinkastanien und Südeichen. Außerdem werden Blüten, Blütenknospen und Pollen verzehrt. Die Tiere sind nachtaktiv und einzelgängerisch. Den Tag verbringen sie in Baumhöhlen. Über die Fortpflanzung der Tiere ist bisher kaum etwas bekannt. Die Weibchen bekommen pro Wurf nur ein einzelnes Jungtier.

## Gefährdung
Die IUCN schätzt den Bestand des Steins Kuskus als ungefährdet (Least Concern) ein.

## Belege
1. 1 2 3 4  Kristofer Helgen & Stephen Jackson: Family Phalangeridae (Cuscuses, Brush-tailed Possums and Scaly-tailed Possum). In: Don E. Wilson, Russell A. Mittermeier: Handbook of the Mammals of the World – Volume 5. Monotremes and Marsupials. Lynx Editions, 2015, ISBN 978-84-96553-99-6, S. 492.